# Спрощена технічна англійська мова
ASD-STE100 Спрощена технічна англійська мова (СТАМ) (англ. ASD-STE100 Simplified Technical English; STE) — це контрольована мова, розроблена на початку 1980-х (як спрощена англійська ЄААП), щоб допомогти носіям англійської як другої мови чітко зрозуміти технічні посібники, написані англійською мовою. Спочатку вони застосовувались для комерційної авіації. Потім це стало вимогою для оборонних проектів, включаючи наземні та морські транспортні засоби. Внаслідок цього, сьогодні багато посібників з технічного обслуговування написано на СТАМ.

## Історія
Перші спроби розробити контрольовану форму англійської мови відбулися ще в 1930-х і 1970-х роках з Базовою Англійською та Фундаментальною Англійською Катерпілера (англ. Caterpillar Fundamental English).
У 1979 році аерокосмічна документація була написана американською англійською (Boeing, Douglas, Lockheed та ін.), британською англійською (Hawker Siddeley, British Aircraft Corporation та ін.) та компаніями, рідна мова яких не була англійська (Fokker, Aeritalia, Aerospatiale, і деякі компанії, які на той час формували Airbus). Були також європейські авіакомпанії, яким доводилося перекладати частини документації з технічного обслуговування іншими мовами для місцевих механіків.
Це змусило європейську авіакомпанію звернутися до ЄААП (Європейської асоціації аерокосмічної промисловості) і попросити виробників дослідити можливість використання контрольованої форми англійської мови. У 1983 році, після розслідування різних типів контрольованих мов, які існували в інших галузях промисловості, ЄААП вирішила випустити власну контрольовану англійську мову. ААПА (Асоціація аерокосмічної промисловості Америки) також була запрошена взяти участь у цій розробці.
Результатом цієї спільної роботи став посібник, відомий як Спрощений посібник англійської мови ЄААП. Після злиття ЄААП з двома іншими асоціаціями для формування СТАМ у 2004 році, специфікація змінила свою назву на СТАМ спрощена технічна англійська мова, специфікація ASD-STE100.

## Переваги
Спрощена технічна англійська мова вимагає:[джерело?]
- Зменшення двозначності
- Покращення чіткості технічного письма, особливо процедурного
- Поліпшення розуміння людей, для яких рідною мовою не є англійська
- Створення перекладу людиною простішим, швидшим та ефективнішим
- Сприяння автоматизованому перекладу та машинному перекладу
- Вдосконалення проблем надійності технічного обслуговування та монтажу завдяки зменшенню імовірності їх виникнення

Однак ці твердження здебільшого надходять від тих, хто інвестував у її розробку, реалізацію чи підтримку. За відсутності схвалення третьої сторони або опублікованих наукових досліджень, такі твердження слід вважати невизнаними.

## Структура специфікації
Специфікація спрощеної технічної англійської мови складається з двох частин: 1. Правила написання; 2. Словник.

### Правила написання
Правила написання розрізняють за двома типами: процедурою та описом. Правила написання також обмежують використання граматики та стилю. Наприклад, вони вимагають від авторів:
- Обмежити довжину іменникових скупчень не більше 3 слів
- Обмежити довжину речень не більше 20 слів (процесуальні речення) або 25 слів (описові речення)
- Обмежити абзаци не більше як 6 речень (в описовому тексті)
- Уникати сленгу та жаргону, враховуючи конкретну термінологію
- Складати інструкції якомога конкретніше
- Використовувати такі артиклі, як «a / an» та «the», де це можливо
- Використовувати прості дієслівні часи (минулий, теперішній та майбутній)
- Використовувати активний дієслівний стан
- Не використовувати дієприкметники теперішнього часу або герундії (якщо це не є технічною назвою)
- Записувати послідовні кроки як окремі речення
- Починати інструкції з техніки безпеки (попередження або застереження) чіткою та простою командою або умовою.

### Словник
Далі наведено витяг зі сторінки словника ASD-STE100:
| Ключове слово (частина мови) | Затверджене значення / АЛЬТЕРНАТИВИ          | ЗАТВЕРДЖЕНИЙ ПРИКЛАД                                                                            | Не затверджено                                                                |
| Прийняття (ім.)              | ПРИЙНЯТИ (дієсл.)                            | ПЕРЕД ПРИЙНЯТТЯМ БЛОКУ, ТИ ПОВИНЕН ЗРОБИТИ ВИЗНАЧЕНУ ПРОЦЕДУРУ ТЕСТУ                            | Перед прийняттям блоку, проведіть зазначену процедуру випробування.           |
| ДОСТУП (ім.)                 | Можливість заходити всередину або поблизу.   | ОТРИМАТИ ДОСТУП ДО АКУМУЛЯТОРА ДЛЯ № 1 ГІДРАВЛІЧНОЇ СИСТЕМИ.                                    |                                                                               |
| Доступний (прикм.)           | ДОСТУП (ім.)                                 | ПОВЕРТАЙТЕ КРИШКУ ДО ТИХ ПІР, ПОКИ НЕ ОТРИМАЄТЕ ДОСТУП ДО ГНІЗДА, ЯКИЙ МАЄ ПОЗНАЧКИ «+» та «-». | Повертайте кришку, доки гніздо, позначене знаками + та -, не стане доступним. |
| АВАРІЯ (ім.)                 | Подія, яка спричиняє травми або пошкодження. | ПЕРЕКОНАЙТЕСЬ, ЩО ШИНИ ВСТАНОВЛЕНІ, ЩОБ ЗАПОБІГТИ АВАРІЙ.                                       |                                                                               |

Пояснення чотирьох стовпців:
- Ключове слово (частина мови): ключове слово містить інформацію про тип слова. Кожне дозволене слово в СТАМ дозволено лише як певний тип слова. Наприклад, «тест» дозволяється лише як іменник (тест), але не як дієслово (перевіряти).
- Схвалене значення / АЛЬТЕРНАТИВИ: Тут міститься визначення дозволеного слова. У таблиці прикладів дозволено ДОСТУП і АВАРІЯ. Перефразування або альтернативні варіанти, які не дозволені, перелічуються малими літерами (приймаються та допускаються).
- ЗАТВЕРДЖЕНИЙ ПРИКЛАД: Коли текст написаний великими літерами, це означає, що весь текст відповідає СТАМ. Якщо ключове слово, вказане у стовпці 1, заборонено, тоді зразки речень у стовпці 3 містять альтернативу, перелічену у стовпці 2.
- Не затверджено: малі літери в цьому стовпці означають речення, які не відповідають стандарту СТАМ. Стовпець 4 залишатиметься порожнім у випадку слів, які відповідають СТАМ.

Словник включає записи як затверджених, так і не затверджених слів. Схвалені слова можна вживати лише відповідно до їх значення. Наприклад, слово «закрити» може вживатися лише в одному із двох значень:
1. Рухатися разом, або рухатися в положенні, яке зупиняє або заважає матеріалам потрапляти або виходити
2. Керувати ланцюгом вимикача, щоб зробити електричний ланцюг

Дієслово може виражатися як закрити двері або замкнути ланцюг, але не може вживатися в інших значеннях (наприклад, закрити зустріч або закрити бізнес). Прикметник «закритий» з'являється у словнику як не схвалене слово із запропонованою затвердженою альтернативою «поруч». Отже, СТАМ не дозволяє вживання не підходити близько до приладу, але дозволяє використовувати не підходити до приладу. Додатково до базового словникового запасу СТАМ, переліченого у словнику, розділ 1, Слова, містять чіткі вказівки щодо додавання технічних назв та технічних дієслів, які необхідні авторам для опису технічної інформації. Наприклад, слова або фрази, такі як накладна панель,мастило, гвинт, розвертати та свердлити не вказані у словнику, але є затвердженими термінами згідно з керівництвом у частині 1, розділ 1 (зокрема, правила написання 1.5 та 1.12).

## Аерокосмічний та оборонний стандарт
Спрощена англійська мова іноді використовується як загальний термін для контрольованої мови. Аерокосмічна та оборонна специфікація розпочалася як галузь письмового стандарту для аерокосмічної документації з обслуговування, але стала обов'язковою для зростаючої кількості військових наземних, морських транспортних засобів та програм озброєння. Хоча вона не була призначена для використання як загальний стандарт написання, але була успішно прийнята в інших галузях промисловості та для широкого кола різноманітних документів. Звичайна англійська мова уряду США не має суворих словникових обмежень аерокосмічного стандарту, але представляє спробу більш загального письмового стандарту.
Регламентована аерокосмічна специфікація раніше називалася спрощеною англійською мовою ЄААП, оскільки спочатку у 1980-х роках ЄААП створила стандарт. У 2005 році ЄААП була включена до складу Асоціації аерокосмічної та оборонної промисловості Європи (ASD), яка перейменовувала свою специфікацію на ASD Спрощену технічну англійську мову або СТАМ. СТАМ визначається специфікацією ASD-STE100, яка підтримується спрощеною групою технічного обслуговування англійською мовою (STEMG). Специфікація містить набір обмежень щодо граматики та стилю процедурного та описового тексту. Він також містить словник з приблизно 875 затверджених загальних слів. Автори отримують вказівки щодо додавання технічних назв та дієслів до своєї документації.
СТАМ передбачено кількома комерційними та військовими специфікаціями, які контролюють стиль та зміст документації з технічного обслуговування, особливо ASD S1000D.

## Інструменти
Компанія Boeing розробила спрощену перевірку англійської мови Boeing (BSEC). Ця лінгвістична перевірка використовує досконалу англійську програму синтаксичного аналізу із 350 правилами, яка доповнена спеціальними функціями, що перевіряють порушення специфікації спрощеної технічної англійської мови.
HyperSTE — це інструмент плагінів, запропонований Etteplan для перевірки вмісту на відповідність правилам та граматиці специфікації.
Congree пропонує спрощену перевірку технічної англійської мови на основі лінгвістичних алгоритмів. Він підтримує всі правила випуску 7 спрощеної технічної англійської мови, які стосуються композиції тексту та подають інтегрований словник спрощеної технічної англійської мови.
Засіб перевірки термінів TechScribe для ASD-STE100 допомагає авторам знаходити текст, який не відповідає ASD-STE100.
Безкоштовну копію специфікації ASD-STE100 можна отримати на вебсайті ASD-STE100. Поширено понад 4700 примірників специфікації ASD-STE100. Випуск 7 специфікації ASD-STE100 вийшов у січні 2017 р. Зазвичай цей стандарт випускається кожні 3 роки.